# 下村匡嗣
下村 匡嗣（しもむら きょうじ、1993年8月16日 - ）は、主に東海地方を拠点として活動していた元子役・元俳優。現在はバレエダンサーおよびバレエ講師として活動している。愛知県岡崎市出身。

## 来歴・人物
- 血液型はB型、身長は167cm。[1]
- 子役時代は愛知県名古屋市内に本社を構える芸能事務所・全映に所属していた。[2]
- 出演したテレビドラマ作品では、ドラマ30（CBC制作）との接点が深かった。
- 2009年当時の特技はバレエ、ジャズダンス、タップダンスであった。[2]
- きょうだいでは弟がおり、幼い頃より一緒に地元のバレエスタジオに通って練習を重ねていた。[3]
- アメリカ、ポーランド、ルーマニア、マニラ等、海外でバレエダンサーとして活動した[4]後に帰国。
- 2024年現在では、地元の愛知県界隈を中心にバレエ講師としても活動している[4]。

## 出演作品
出典:
テレビドラマ
- 幼稚園ゲーム（CBC, 2001年2月5日 - 3月30日） - 大月 陸 役
- キッズ・ウォー4（CBC, 2002年9月30日 - 11月22日）
- 愛の110番（CBC, 2003年3月31日 - 5月23日） - 子供 役
- 新キッズ・ウォー（CBC, 2005年8月1日 - 9月30日）- 藤井 雅也 役

その他テレビ番組
- 黄金見聞録 (CTV）

テレビCM
- 牧歌の里
- NTT-ME東海
- 野田塾

VP
- チタカ・インターナショナルフーズ

スチール
- サティー
- 野田塾

舞台
- アリスの友情物語